# Процес срещу ЦК на БРП
Процесът срещу ЦК на БРП  е наказателен съдебен процес (Дело № 585 от 1942 г.) на Софийския военнополеви съд срещу общо 60 членове и сътрудници на нелегалния Централен комитет на БРП. Подсъдимите са обвинени по Закона за защита на държавата за участието им в дейността на бойните групи, както и други деяния, свързани с опитите за насилствена промяна на установения държавен и обществен строй в България.
Арестувани са през пролетта на 1942 г. вследствие на разкрития от страна на правоохранителните органи. Съдебният процес се води от Софийския военнополеви съд в сградата на Телеграфо-пощенското училище в София от 6 до 23 юли 1942 г.
Сред обвиняемите са ръководители на БКП (Антон Иванов и Трайчо Костов), най-информираните организационни работници (Никола Павлов, Георги Минчев и Петър Богданов), ръководителят на Централната военна комисия Цвятко Радойнов с неговите технически помощници Атанас Романов, Никола Вапцаров и Антон Попов (заместил Вапцаров след ареста му). Предшестван е от Процеса на парашутистите и подводничарите, по който Цвятко Радойнов е също подсъдим и е разстрелян на 26 юни 1942 г.
На 23 юли 1942 г. съдът издава 12 смъртни присъди (6 от които – задочни, тъй като не са заловени: Цола Драгойчева, Борис Копчев, Христо Михайлов, Антон Югов, Дико Диков, Аврам Стоянов), 6 доживотен затвор, 17 души получават присъди от 10 до 20 години затвор, двадесет са оправдани. Същия ден вечерта присъствените смъртни присъди са изпълнени. В стрелбището на Школата за запасни офицери са разстреляни Антон Иванов, Антон Попов, Атанас Романов, Петър Богданов, Никола Вапцаров и Георги Минчев. По сведения на войниците от наказателния отряд, изпълнил присъдата, осъдените посрещат смъртта с песента по Ботевото стихотворение „Хаджи Димитър“.
Факсимилета на оригиналните материали от процеса са публикувани през 2013 г. от Държавна агенция „Архиви“ в рамките на проекта „Полицейски досиета на известни личности от периода преди 1944 г.“

## Списък на подсъдимите
Цола Нинчева Драгойчева, Антон Иванов Козинаров, Андон Танев Гьошев (Антон Югов), Никола Павлов Колев, Христо Михайлов Иванов, Трайчо Костов Джунев, Иван Николов Масларов, Петър Иванов Богданов, Георги Иванов Минчев, Дико Димитров Диков, Цвятко Колев Радойнов, Никола Иванов Вапцаров, Антон Николов Попов, Симеон Филипов Славов, Мирко Станков Петков, Борис Диков Копчев, Атанас Димитров Романов, Иван Николов Щерев, Аврам Стоянов Петров, Стоян Захариев Христов, Костадинка Николова Зафирова, Борис Митев Лафчийски, Борислав Николов Николчев, Атанас Филев Неделчев, Юрдан Иванов Попов, Юрданка Димитрова Ганева, Мария Николова Георгиева, Параскева (Пъша) Николова Павлова, Васил Стоянов Присадашки, Павел Поцев Шатев, Александър Гоцев Междуречки, Мара Александрова Междуречка, Найден Мишев Величков, Стефан Хр. Стоянов, Невена Николова Влахова, Неша Драгиева Джангозова, Христо Димов Джангозов, Фильо Ганев Минев, Кирил Павлов Киряков, Младен Исаев Младенов, Стоян Сотиров Биров, Кирил Николов Георгиев, Иванка Стойкова Димитрова, Гаврил Стойчев Богданов, Иван Георгиев Димитров, инж. Деню Вълчанов, Вътю Димитров Мурджов, Димитра Авр. Стоянова, инж. Кънчо Николов, Елка Пейчева Пейчева, Никола Русев Стоянов, Ксанта Иванова Байчева, Любка Йорданова Коларова, Георги Цаков Начев, Иван Т. Морунов, Вълю Бонев Танев, Христо Г. Петров, Георги Илиев Лесев, Нина Петрова Тумина, Кръстина Константинова.